# Stadio comunale (Sanremo)
Lo stadio comunale è un impianto sportivo della città italiana di Sanremo, utilizzato principalmente per il gioco del calcio. Inaugurato nel 1932, ospita le gare interne della Sanremese. 
Ha altresì accolto le gare interne della Carlin's Boys, seconda squadra cittadina, esistita fino al 2015 (quando cessò di esistere per permettere la rifondazione della Sanremese); nei momenti di crisi del club "principale" vi hanno altresì giocato altre società cittadine, quali il Sanremo '80, la Golden Sanremese, il Sanremo Boys e la Virtus Sanremo Calcio. È altresì sede della kermesse giovanile Torneo Internazionale Sanremo.

## Storia

### Le origini
Il progetto per dotare la città di Sanremo di un campo polisportivo (adibito sia al calcio, sia all'atletica leggera) fu redatto nel 1929 dall'ingegnere Domenico Parodi, nel quadro della campagna di potenziamento delle infrastrutture ludico-agonistiche voluta dal regime fascista su tutto il territorio italiano. 
Le planimetrie furono subito presentate al podestà di Sanremo, Pietro Agosti, il quale tuttavia esitò ad autorizzare i lavori: occorse aspettare un anno perché l'amministrazione municipale (frattanto passata nelle mani del commissario prefettizio Manlio Pozzi) concedesse ai contraenti un'area di 22.000 m² in corso Mazzini, ai piedi del versante occidentale della collina del Poggio. Per avviare la costruzione occorse un imponente intervento preparatorio: il terreno era infatti in declivio verso il mare e aveva bisogno di essere livellato. Si procedette quindi a sbancare il Poggio e realizzare due ampi terrazzamenti, cavando oltre 32.000 m³ di terra e roccia: sul livello più basso venne ricavato il campo da calcio, dotato di pista d'atletica larga 5 metri, una tribuna coperta lato mare (con all'interno uffici e palestre per la lotta, la scherma e la boxe) e una gradinata scoperta lato collina, dietro alla quale fu realizzato uno sferisterio per la pratica del pallone elastico; al livello rialzato si situarono quattro campi da tennis con un'ulteriore gradinata addossata alla collina.
I lavori costarono in totale 2.530.754 lire; di essi si interessò anche il presidente della FIFA Jules Rimet, che apprezzò la bellezza architettonica del costruendo impianto: la struttura aveva infatti un gusto monumentale e classicheggiante, con uso di materiali anche pregiati (l'arco d'ingresso, con le colonne modellate a fasci littori e lo stemma civico scolpito in cima, era in simil-travertino, mentre gli interni erano rivestiti in marmo di Carrara) e la presenza di finiture ed elementi decorativi scultorei. Inoltre la tribuna centrale venne dotata centralmente di un "palco reale" rialzato e recintato; con l'aggiunta della gradinata, la capienza ufficiale era di circa 3000 posti. L'opulenza della costruzione le valse presto il soprannome di stadio dei Milioni o stadio dei milionari.
Lo "Stadio Littorio" (denominazione comune per l'epoca) venne formalmente inaugurato a cantiere ancora aperto il 28 ottobre 1931, in concomitanza col IX anniversario della marcia su Roma; l'apertura alle attività sportive avvenne pochi mesi dopo, il 21 aprile 1932, con la disputa di due amichevoli tra le selezioni giovanili di Imperia e Savona, partita finita con il risultato di 2-1, e tra Genoa e Wiener, che terminò col risultato di 3-3, alla presenza di circa 15.000 spettatori, ben oltre la capienza teorica delle gradinate, con decine di persone assiepate sulla pista di atletica. 
Fin da subito lo stadio divenne il campo interno della Sanremese, che poté così beneficiare di una stabile sistemazione. 
Nel secondo dopoguerra la denominazione mutò in "Stadio comunale".

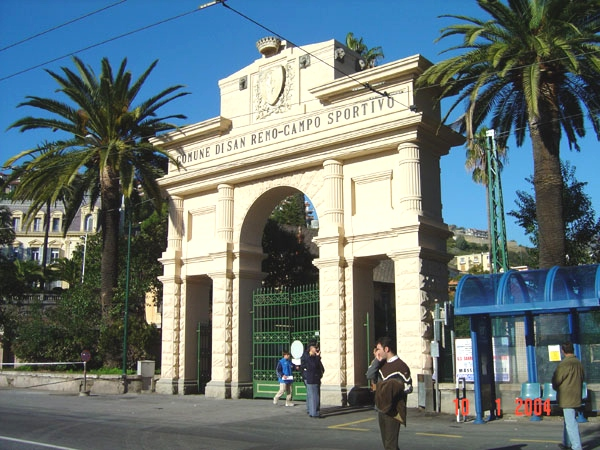
L'ingresso Ovest.

### Dal 1970 al terzo millennio
Nel 1970 furono avviati dei lavori di ristrutturazione che mutarono la destinazione d'uso a puramente calcistica: la pista d'atletica e lo sferisterio furono smantellati, così da far spazio alla ricostruzione della gradinata scoperta con dimensioni maggiori (e una peculiare forma a L, parzialmente allungata verso il lato est del campo); i campi da tennis vennero invece sostituiti da un ulteriore campo da calcio di dimensioni non regolamentari. Al contempo venne eliminato il palco reale sulla tribuna e i locali interni vennero riallestiti. Da ultimo, per aumentare ulteriormente la capienza, negli anni 1980 a destra della tribuna stampa fu aggiunta una piccola curva prefabbricata capace di circa 300 posti, poi rimossa dopo il fallimento della Sanremese nel 1987. In questi anni il club matuziano giocò parte delle proprie gare interne nell'impianto calcistico della vicina Arma di Taggia, lo stadio Ezio Sclavi.
Nell'ottobre 2010 si ipotizzò d'intitolare lo stadio a Luigi Cichero, giocatore e allenatore simbolo della Sanremese deceduto nel 2009, e di dedicare la tribuna con le due gradinate rispettivamente a Gianni Borra, presidente del club negli anni ottanta, e ai giocatori Alessandro "Ceci" Von Mayer e Mario Ventimiglia; la proposta non ebbe però seguito in quanto si ritenne avrebbe trascurato la memoria di varie altre figure chiave della storia calcistica cittadina.
Nei primi anni 2020 la carenza di manutenzione portò alla chiusura al pubblico della tribuna centrale, giudicata pericolante con particolare riguardo per la copertura, in più punti indebolita dalle infiltrazioni d'acqua. Nell'estate 2022 il Comune di Sanremo intervenne pertanto con un contributo di 200 000 euro che permise di implementare una ristrutturazione di massima, con impermeabilizzazione della tettoia, ripristino delle vetrate verso l'esterno e risanamento delle intonacature e delle ringhiere; grazie a questo intervento, nel mese di settembre la tribuna coperta poté riaprire.

## Settori e capienza

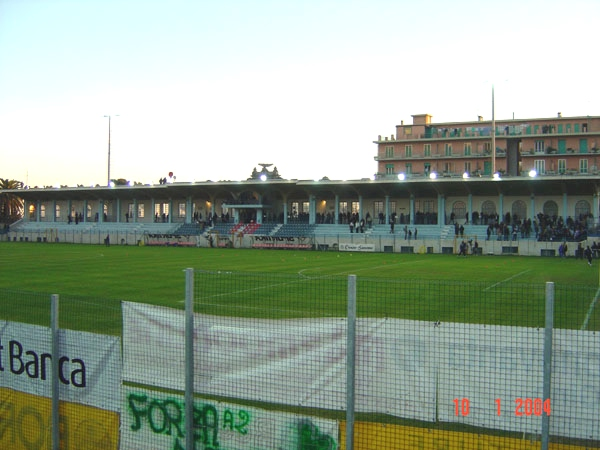
La tribuna.

La capienza totale dell'impianto, in condizioni di piena efficienza, è di circa 4000 posti, così distribuiti:
- tribuna coperta, circa 850
- gradinata livello superiore, circa 1050
- gradinata livello inferiore, circa 1200
- settore ospiti, circa 850
- tribuna stampa, (balcone rialzato nella tribuna) 8 posti e tre postazioni per le telecamere.